# Guido Heuber

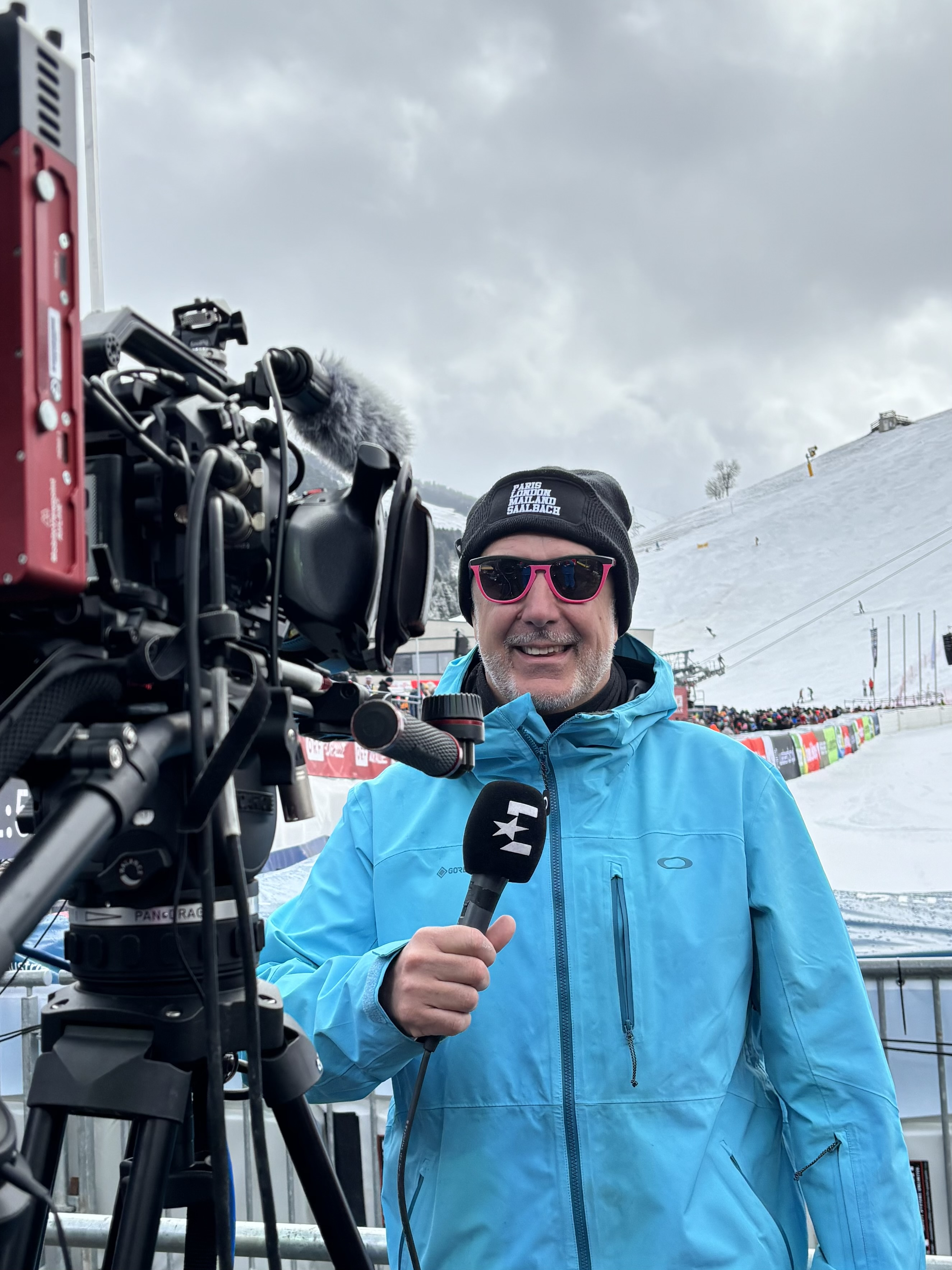
Guido Heuber (2024)

Guido Rolf Heuber (* 12. Oktober 1970 in Ulm) ist ein deutscher Journalist, Sportkommentator, Hörfunk- und Fernsehmoderator.

## Leben

### Sportlerlaufbahn
Heuber besuchte das Lise-Meitner-Gymnasium Unterhaching und machte sein Abitur am Gymnasium Neubiberg. Ab 1988 war er zeitweise Mitglied der deutschen Nationalmannschaft im Freestyle-Skiing. Anfang 1991 erlitt er eine schwere Verletzung, die seine anvisierte Teilnahme an den Olympischen Winterspielen 1992 beim Freestyle-Skiing-Wettkampf verhinderte und seine professionelle Sportlerkarriere beendete. Heuber war von 1991 bis 1993 Trainer des Junioren-Nationalteams im Freestyle-Skiing.

### Arbeit bei Fernsehen und Radio
Sein Volontariat als Journalist absolvierte Heuber in den Jahren 1992 und 1993 bei den Radiosendern Radio Gong 2000 in München und Radio Hundert,6 in Berlin. Danach war er im Verlauf der 1990er-Jahre für weitere Radiosender tätig, darunter als Chefredakteur und Moderator bei 98.8 Kiss FM. Von 1996 bis 1997 arbeitete er als Chefredakteur wieder für Radio Gong 96,3, den Nachfolgesender von Radio Gong 2000. Später war Heuber bei der Gründung und Beratung mehrerer Webradios beteiligt.
Seit 1994 kommentiert Heuber regelmäßig für den Fernsehsender Eurosport 1 und seit jüngerer Vergangenheit im Streamingbereich für Warner Bros. Discovery, dem Mutterkonzern von Eurosport 1. Ein Schwerpunkt seiner Tätigkeit liegt auf Wintersport, darunter verschiedene Weltmeisterschaften wie den Alpinen Skiweltcup sowie die Olympischen Winterspiele. Von 2000 bis 2006 war er Kommentator in der Eurosport-Sendung YOZ, die über Fun- und Extremsportarten berichtete. Auch kommentiert er für Eurosport die Olympischen Sommerspiele, beispielsweise im Jahr 2021 bei den Sommerspielen in Japan das Wasserspringen.
Neben seiner Arbeit bei Eurosport moderierte und kommentierte Heuber seit den 1990er-Jahren Veranstaltungen und Formate für Sat.1, ProSieben, RTL, RTL Zwei, ServusTV, Red Bull TV und MySports. Insgesamt soll er laut der Süddeutschen Zeitung Stand Anfang 2023 bei rund 6000 Sendungen kommentiert oder moderiert haben. Zusätzlich ist er seit 2003 als Eventmoderator tätig.

### Weitere Tätigkeiten und Privates
Neben seiner Arbeit als Journalist ist Heuber ein geprüfter Sommelier, ein Ski- und Snowboard-Lehrer sowie DJ und Musikproduzent. Gemeinsam mit Karsten Kiessling gründete Heuber das Musikprojekt Cats On Bricks, das seit November 2021 regelmäßig Musik veröffentlicht. Nach dem Tod von Kiessling führte er das Projekt unter anderem mit Gunnar Siewert weiter. Als DJ wurde er u. a. auf dem Ultra Music Festival in Miami, auf dem Electric Mountain Festival in Sölden, im Club Hï Ibiza auf Ibiza, im Pacha in München, auf dem Rave on Snow in Saalbach und dem Elrow Town Festival in London gebucht.
Nach seiner Ausbildung zum Sommelier hatte Heuber an Wochentagen eine Festanstellung als Wein- und Getränke-Chef bei Feinkost-Käfer, während er neben dieser Arbeit weiterhin als Sportkommentator tätig war. Nachdem er seine Stelle bei Feinkost-Käfer aufgegeben hatte, machte er sich mit Lehrkursen zu Wein, die besonders an Manager gerichtet sind, selbstständig.
Heuber lebt im österreichischen Saalbach sowie auch im Münchner Stadtbezirk Ramersdorf, ist verheiratet und hat einen Sohn.